# Controguerra
Controguerra là một đô thị và thị xã của Ý. Đô thị này thuộc tỉnh Teramo trong vùng Abruzzo. Controguerra có diện tích 22 km2, dân số theo ước tính năm 2006 của Viện thống kê quốc gia Ý là 2491 người. 
Các đơn vị dân cư:
Đô thị Controguerra giáp với các đô thị: